# ルージュバック
ルージュバックは、日本の競走馬である。2015年きさらぎ賞、2016年エプソムカップ、毎日王冠、2017年オールカマーに優勝した。
牝馬でありながら重賞勝ちは4勝すべてが混合戦である。

## 経歴

### 2歳（2014年）
9月28日の2歳新馬（新潟競馬場芝1800m）でデビュー。上がり3ハロン32秒8の末脚を繰り出して優勝。続く百日草特別では2歳コースレコードで優勝し、2連勝となった。

### 3歳（2015年）
2月のきさらぎ賞から始動。直線で前をとらえると2着ポルトドートウィユに2馬身差をつけて優勝、重賞初勝利となった。牝馬によるきさらぎ賞制覇は1964年のフラミンゴ以来51年ぶり。当時は砂1200mでの施行であり、芝コースで行われるようになって以降では初の牝馬による優勝となった。トライアル競走には出走せず、桜花賞へ直行。単勝1.8倍の1番人気に支持されたが、超スローペースな上に終始馬群の中で窮屈な競馬になり末脚が不発、9着に敗れた。桜花賞に続いて1番人気となった優駿牝馬ではこれまでとは違う先行策を見せ一時は先頭に立つが、ミッキークイーンに差し切られ2着に敗れた。
出走予定だった札幌記念を熱発により回避。体調が戻りきらず秋華賞も回避した。約半年ぶりの出走となったエリザベス女王杯は4着、有馬記念は10着に敗れた。

### 4歳（2016年）
初戦の中山牝馬ステークスに1番人気で出走。道中は好位で追走し直線で一旦は先頭に立つもシュンドルボンにかわされ2着。その後5月のヴィクトリアマイルではクリストフ・ルメールとコンビを組むも5着に終わる。6月12日のエプソムカップでは中団でレースを進めると直線で一気に抜け出し後方から追い上げてきたフルーキーに2馬身半差をつけ快勝、きさらぎ賞以来の重賞制覇を飾った。
秋初戦の毎日王冠は道中後方を追走し、最後の直線でアンビシャスとの一騎討ちを制し重賞3勝目を挙げる。毎日王冠の牝馬優勝は23年ぶり。しかし天皇賞（秋）は7着、ジャパンカップは9着と振るわなかった。

### 5歳（2017年）
初戦の金鯱賞は8着、5月のヴィクトリアマイルは10着と精彩を欠いた。秋初戦のオールカマーは道中好位の4番手でレースを進めると直線で馬場の内を突いて脚を伸ばしステファノスに半馬身差をつけ重賞4勝目を挙げた。この時、4コーナーで外側に斜行したため4頭の進路を妨害し、騎乗していた北村宏司騎手は開催2日間の騎乗停止処分を受けた。11月のエリザベス女王杯はヴィブロスに次ぐ2番人気に推されたが、スローペースに泣き9着に終わる。引退レースとなった有馬記念は10番人気と評価を下げるも5着と健闘した。翌2018年1月5日付で競走馬登録を抹消、引退後はノーザンファームで繁殖入りする。

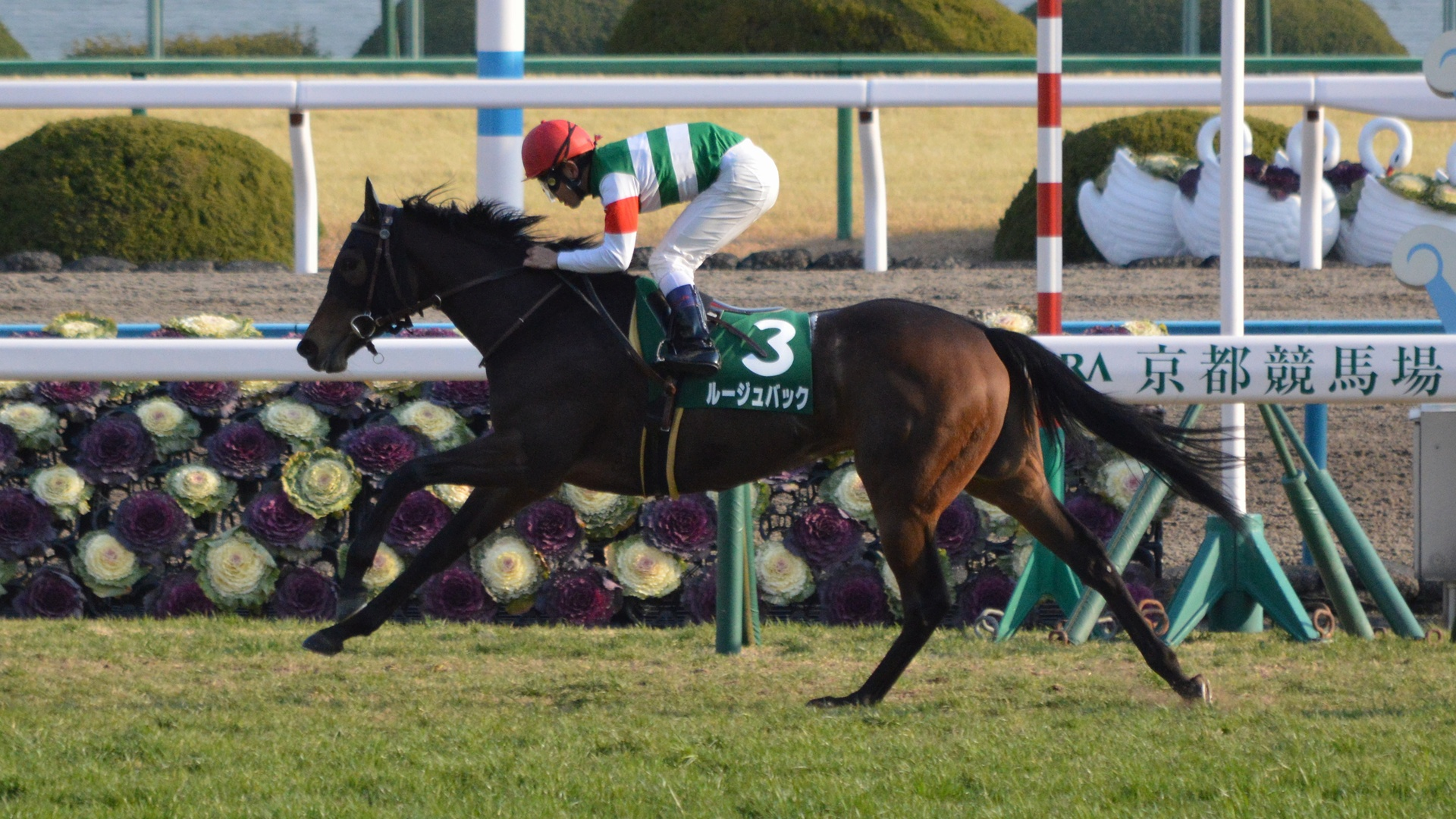
2015年きさらぎ賞
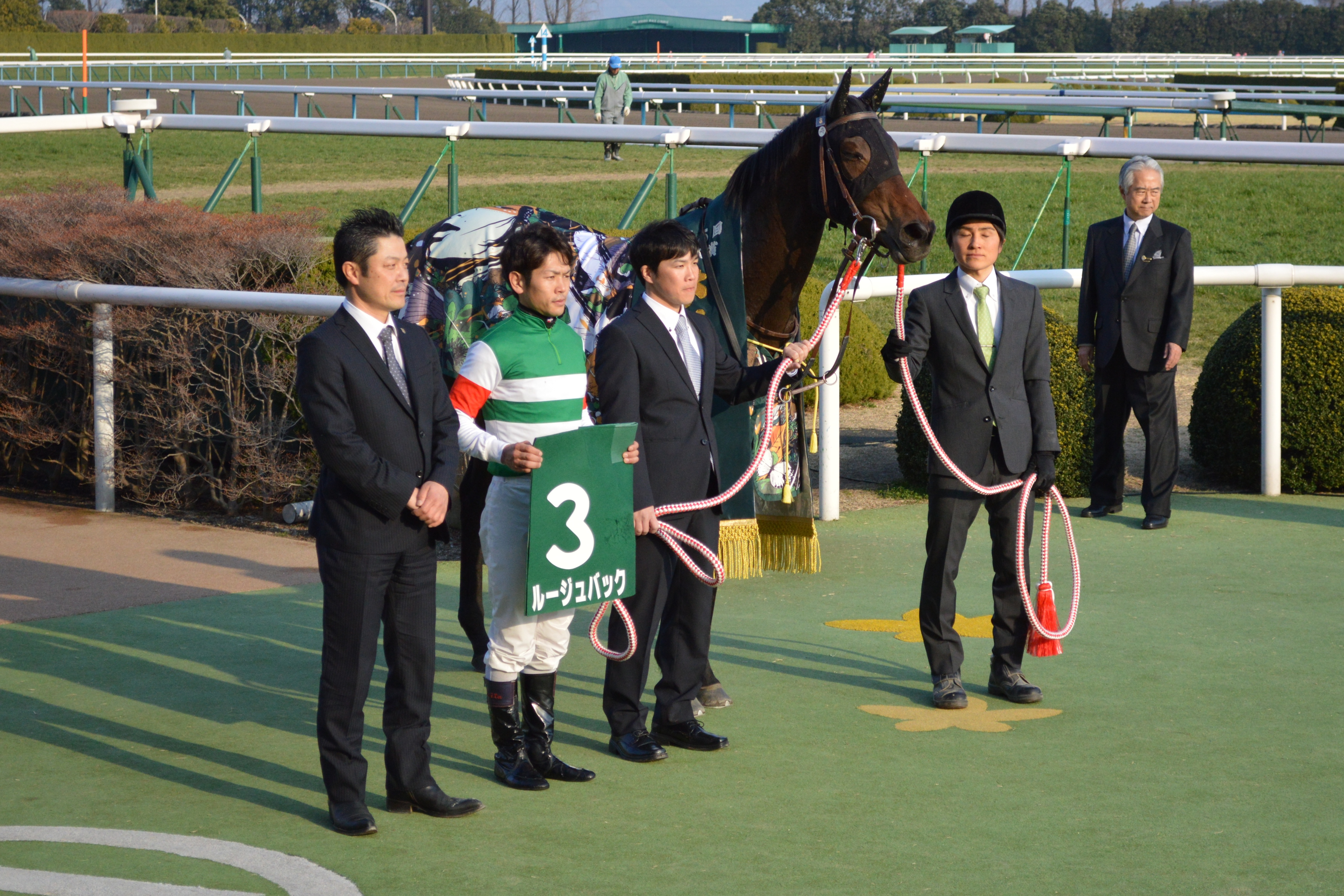
表彰式

## 競走成績
| 競走日     | 競馬場 | 競走名             | 格      | 距離（馬場）  | 頭 数 | 枠 番 | 馬 番 | オッズ （人気） | 着順 | タイム （上り3F） | 着差 | 騎手       | 斤量 | 1着馬（2着馬）         |
| ---------- | ------ | ------------------ | ------- | ------------- | ----- | ----- | ----- | --------------- | ---- | ----------------- | ---- | ---------- | ---- | ---------------------- |
| 2014.09.28 | 新潟   | 2歳新馬            |         | 芝1800m（良） | 9     | 8     | 8     | 003.80（2人）   | 01着 | R1:55.5（32.8）   | -0.2 | 戸崎圭太   | 54kg | （アンバーグリスキー） |
| 0000.11.09 | 東京   | 百日草特別         | 500万下 | 芝2000m（良） | 10    | 6     | 6     | 002.90（2人）   | 01着 | R2:00.8（33.3）   | -0.4 | 戸崎圭太   | 54kg | （ベルーフ）           |
| 2015.02.08 | 京都   | きさらぎ賞         | GIII    | 芝1800m（良） | 8     | 3     | 3     | 001.70（1人）   | 01着 | R1:48.6（34.4）   | -0.3 | 戸崎圭太   | 54kg | （ポルトドートウィユ） |
| 0000.04.12 | 阪神   | 桜花賞             | GI      | 芝1600m（良） | 18    | 4     | 8     | 001.60（1人）   | 09着 | R1:37.0（33.6）   | -1.0 | 戸崎圭太   | 55kg | レッツゴードンキ       |
| 0000.05.24 | 東京   | 優駿牝馬           | GI      | 芝2400m（良） | 17    | 7     | 14    | 002.70（1人）   | 02着 | R2:25.1（34.5）   | -0.1 | 戸崎圭太   | 55kg | ミッキークイーン       |
| 0000.11.15 | 京都   | エリザベス女王杯   | GI      | 芝2200m（稍） | 18    | 7     | 15    | 006.10（3人）   | 04着 | R2:15.0（34.2）   | -0.1 | 戸崎圭太   | 54kg | マリアライト           |
| 0000.12.27 | 中山   | 有馬記念           | GI      | 芝2500m（良） | 18    | 5     | 10    | 010.70（6人）   | 10着 | R2:33.5（35.0）   | -0.5 | 戸崎圭太   | 53kg | ゴールドアクター       |
| 2016.03.13 | 中山   | 中山牝馬S          | GIII    | 芝1800m（良） | 16    | 8     | 15    | 002.00（1人）   | 02着 | R1:50.3（34.7）   | -0.0 | 戸崎圭太   | 56kg | シュンドルボン         |
| 0000.05.15 | 東京   | ヴィクトリアマイル | GI      | 芝1600m（良） | 18    | 4     | 7     | 008.60（4人）   | 05着 | R1:32.1（34.1）   | -0.6 | C.ルメール | 55kg | ストレイトガール       |
| 0000.06.12 | 東京   | エプソムC          | GIII    | 芝1800m（良） | 18    | 8     | 18    | 002.80（1人）   | 01着 | R1:46.2（32.8）   | -0.4 | 戸崎圭太   | 54kg | （フルーキー）         |
| 0000.10.09 | 東京   | 毎日王冠           | GII     | 芝1800m（良） | 12    | 7     | 10    | 003.30（1人）   | 01着 | R1:46.6（33.4）   | -0.0 | 戸崎圭太   | 54kg | （アンビシャス）       |
| 0000.10.30 | 東京   | 天皇賞（秋）       | GI      | 芝2000m（良） | 15    | 5     | 9     | 005.10（3人）   | 07着 | R1:59.9（33.9）   | -0.6 | 戸崎圭太   | 56kg | モーリス               |
| 0000.11.27 | 東京   | ジャパンC          | GI      | 芝2400m（良） | 17    | 2     | 4     | 015.10（7人）   | 09着 | R2:26.8（35.2）   | -1.0 | 戸崎圭太   | 55kg | キタサンブラック       |
| 2017.03.11 | 中京   | 金鯱賞             | GII     | 芝2000m（良） | 16    | 1     | 1     | 005.20（4人）   | 08着 | R1:59.6（35.4）   | -0.4 | 戸崎圭太   | 55kg | ヤマカツエース         |
| 0000.05.14 | 東京   | ヴィクトリアマイル | GI      | 芝1600m（稍） | 17    | 4     | 7     | 007.60（2人）   | 10着 | 01:34.6（33.3）   | -0.7 | 戸崎圭太   | 55kg | アドマイヤリード       |
| 0000.09.24 | 中山   | オールカマー       | GII     | 芝2200m（良） | 17    | 3     | 6     | 007.80（5人）   | 01着 | R2:13.8（33.9）   | -0.1 | 北村宏司   | 55kg | （ステファノス）       |
| 0000.11.12 | 京都   | エリザベス女王杯   | GI      | 芝2200m（良） | 18    | 8     | 17    | 006.20（2人）   | 09着 | R2:14.8（34.0）   | -0.5 | R.ムーア   | 56kg | モズカッチャン         |
| 0000.12.24 | 中山   | 有馬記念           | GI      | 芝2500m（良） | 16    | 6     | 11    | 055.4（10人）   | 05着 | R2:34.0（34.3）   | -0.4 | 北村宏司   | 55kg | キタサンブラック       |

- タイム欄のRはレコード勝ちを示す。
- 出典：[16]

## 繁殖成績
|       | 生年 | 馬名                 | 性 | 毛色   | 父                 | 馬主                     | 厩舎                             | 戦績            | 出典   |
| ----- | ---- | -------------------- | -- | ------ | ------------------ | ------------------------ | -------------------------------- | --------------- | ------ |
| 初仔  | 2019 | ブラーバック         | 牝 | 鹿毛   | ロードカナロア     | （有）キャロットファーム | 美浦・大竹正博 →名古屋・角田輝也 | 8戦1勝（引退）  | [ 17 ] |
| 2番仔 | 2020 | フレーヴァード       | 牡 | 鹿毛   | モーリス           | （有）キャロットファーム | 美浦・大竹正博                   | 11戦3勝（現役） | [ 18 ] |
| 3番仔 | 2022 | ルージュバックの2022 | 牝 | 青鹿毛 | サートゥルナーリア |                          |                                  | 未出走          | [ 19 ] |
| 4番仔 | 2023 | ボニープリンス       | 牡 | 栗毛   | レイデオロ         | （有）キャロットファーム | 美浦・大竹正博                   | （デビュー前）  | [ 20 ] |
| 5番仔 | 2024 | ルージュバックの2024 | 牡 | 黒鹿毛 | エピファネイア     |                          |                                  |                 | [ 21 ] |

- 2025年4月13日現在

## 血統表
| ルージュバックの血統                        | ルージュバックの血統                                 | ルージュバックの血統                          | （血統表の出典）                              | （血統表の出典） |
| 父系                                        | サンデーサイレンス系                                 | サンデーサイレンス系                          | サンデーサイレンス系                          | [ § 2 ]          |
| 父 マンハッタンカフェ 1998 青鹿毛           | 父の父*サンデーサイレンス Sunday Silence 1986 青鹿毛 | Halo                                          | Hail to Reason                                | Hail to Reason   |
| 父 マンハッタンカフェ 1998 青鹿毛           | 父の父*サンデーサイレンス Sunday Silence 1986 青鹿毛 | Halo                                          | Cosmah                                        |                  |
| 父 マンハッタンカフェ 1998 青鹿毛           | 父の父*サンデーサイレンス Sunday Silence 1986 青鹿毛 | Wishing Well                                  | Understanding                                 | Understanding    |
| 父 マンハッタンカフェ 1998 青鹿毛           | 父の父*サンデーサイレンス Sunday Silence 1986 青鹿毛 | Wishing Well                                  | Mountain Flower                               |                  |
| 父 マンハッタンカフェ 1998 青鹿毛           | 父の母*サトルチェンジ Subtle Change 1988 黒鹿毛      | Law Society                                   | Alleged                                       | Alleged          |
| 父 マンハッタンカフェ 1998 青鹿毛           | 父の母*サトルチェンジ Subtle Change 1988 黒鹿毛      | Law Society                                   | Bold Bikini                                   |                  |
| 父 マンハッタンカフェ 1998 青鹿毛           | 父の母*サトルチェンジ Subtle Change 1988 黒鹿毛      | Santa Luciana                                 | Luciano                                       | Luciano          |
| 父 マンハッタンカフェ 1998 青鹿毛           | 父の母*サトルチェンジ Subtle Change 1988 黒鹿毛      | Santa Luciana                                 | Suleika                                       |                  |
| 母 *ジンジャーパンチ Ginger Punch 2003 栗毛 | 母の父Awesome Again 1994 鹿毛                        | Deputy Minister                               | Vice Regent                                   | Vice Regent      |
| 母 *ジンジャーパンチ Ginger Punch 2003 栗毛 | 母の父Awesome Again 1994 鹿毛                        | Deputy Minister                               | Mint Copy                                     |                  |
| 母 *ジンジャーパンチ Ginger Punch 2003 栗毛 | 母の父Awesome Again 1994 鹿毛                        | Primal Force                                  | Blushing Groom                                | Blushing Groom   |
| 母 *ジンジャーパンチ Ginger Punch 2003 栗毛 | 母の父Awesome Again 1994 鹿毛                        | Primal Force                                  | Prime Prospect                                |                  |
| 母 *ジンジャーパンチ Ginger Punch 2003 栗毛 | 母の母Nappelon 1992 栗毛                             | Bold Revenue                                  | Bold Ruckus                                   | Bold Ruckus      |
| 母 *ジンジャーパンチ Ginger Punch 2003 栗毛 | 母の母Nappelon 1992 栗毛                             | Bold Revenue                                  | More Revenue                                  |                  |
| 母 *ジンジャーパンチ Ginger Punch 2003 栗毛 | 母の母Nappelon 1992 栗毛                             | Sally Go Gray                                 | Wise Exchange                                 | Wise Exchange    |
| 母 *ジンジャーパンチ Ginger Punch 2003 栗毛 | 母の母Nappelon 1992 栗毛                             | Sally Go Gray                                 | Surreptitious                                 |                  |
| 母系(F-No.)                                 | (FN:16-d)                                            | (FN:16-d)                                     | (FN:16-d)                                     | [ § 3 ]          |
| 5代内の近親交配                             | Promised Land 5×5=6.25%、Boldnesian 5×5=6.25%        | Promised Land 5×5=6.25%、Boldnesian 5×5=6.25% | Promised Land 5×5=6.25%、Boldnesian 5×5=6.25% | [ § 4 ]          |
| 出典                                        | 1. 2. 3. 4.                                          | 1. 2. 3. 4.                                   | 1. 2. 3. 4.                                   | 1. 2. 3. 4.      |

- 母はG1競走6勝を挙げ、2007年度エクリプス賞最優秀古牝馬を受賞した名牝。
- 半弟に2022年大阪杯を優勝したポタジェ（父ディープインパクト）がいる。